# 田中幸雄 (投手)
田中 幸雄（たなか ゆきお、1959年2月27日 - ）は、千葉県流山市出身の元プロ野球選手（投手）、野球指導者。
1986年から1989年にかけて同一チームに同姓同名の田中幸雄（内野手、同時在籍時の表記は「田中雄」）が在籍し、投手の田中幸の方が内野手の田中雄より背が高かったため(190cm)、オオユキと呼ばれた。

## 経歴

### プロ入りまで
流山高校では園芸科で、高校3年秋には実物鑑定の全国大会に出場した。野球部では、ポジションは遊撃手と三塁手で、高校2年秋からは主将を務めた。部員は10名程度で、大会前にはサッカー部など他の部から補強し、夏の地方大会は3年連続で1回戦で敗退と、「甲子園とはまったく別の世界」だった。
高校3年の春の大会で宇野勝のいる銚子商業と対戦し、0対8でコールド負けしたが、身長180センチの田中が銚子商監督の斉藤一之の目に留まる。当時、社会人野球・電電関東の監督だった加藤文夫が大型選手を探しており、斉藤は加藤に田中の存在を伝えた。これがきっかけで、高校卒業後の1977年に同野球部に入団。
関東電電では最初は内野手であったが、入社3年目の1979年に投手に転向。同年8月15日の日本大学とのオープン戦がそのデビュー戦となり、7回1/3を投げ勝利投手となった。1981年の都市対抗野球にはエースとして出場。先発で2勝をあげ、チームの準々決勝進出に貢献する。同年のインターコンチネンタルカップ日本代表に選出された。

### 現役時代
1981年のプロ野球ドラフト会議で日本ハムファイターズから1位指名を受け入団。
1年目の1982年は一軍で活躍し、5勝を挙げた。2年目の1983年は右ひじ痛で出遅れ、1軍昇格後は6連勝するもその後3連敗した。3年目の1984年は開幕投手として起用されるも、2勝9敗に終わる。1985年6月9日の対近鉄バファローズ戦においてプロ野球史上55人目のノーヒットノーランを達成。これが、生涯唯一の完封勝利となった。またこの年はリリーフが主体ながら、生涯唯一の規定投球回（防御率リーグ15位）を達成している。1986年には膝の故障が悪化した川原昭二に代わって抑えに回り、13セーブを記録する。しかし、翌1987年は開幕から不調が続き、抑えの座を松浦宏明に奪われた。その後は徐々に登板機会が減少する。
1990年から中日ドラゴンズでプレーしたが、1991年限りで現役を引退。

### 引退後
引退後は、日本ハムのスカウト、投手コーチを経て、再び日本ハムのスカウトを務めたが、2005年に退団。
2007年、社会人野球のJFE東日本のコーチに就任。
2010年、横浜ベイスターズのスカウトに就任。
2013年、BCリーグ信濃グランセローズの投手コーチに就任。同年10月31日、本人の意向で退団することが発表された。
2015年2月、韓国の成均館大学校の臨時コーチを2ヶ月間務める。
2015年4月に学校法人南陵学園が運営する菊川南陵高野球部助監督に就任し、同年8月に同校野球部監督に昇格。
2016年9月に運営母体が同じである和歌山南陵高に転勤し、同校野球部助監督に就任。2017年7月に同校を退職。
2017年9月に郁文館高硬式野球部コーチに就任し、2018年7月に同校硬式野球部監督に昇格。2019年夏の東東京大会では同校の最高成績に並ぶベスト16までチームを導いた。2023年夏限りで退任。
2024年4月より啓明学園高硬式野球部監督に就任。

## 詳細情報

### 年度別投手成績
| 年 度     | 球 団     | 登 板 | 先 発 | 完 投 | 完 封 | 無 四 球 | 勝 利 | 敗 戦 | セ 丨 ブ | ホ 丨 ル ド | 勝 率 | 打 者 | 投 球 回 | 被 安 打 | 被 本 塁 打 | 与 四 球 | 敬 遠 | 与 死 球 | 奪 三 振 | 暴 投 | ボ 丨 ク | 失 点 | 自 責 点 | 防 御 率 | W H I P |
| --------- | --------- | ----- | ----- | ----- | ----- | -------- | ----- | ----- | -------- | ----------- | ----- | ----- | -------- | -------- | ----------- | -------- | ----- | -------- | -------- | ----- | -------- | ----- | -------- | -------- | ------- |
| 1982      | 日本ハム  | 22    | 13    | 1     | 0     | 0        | 5     | 4     | 0        | --          | .556  | 337   | 74.2     | 67       | 6           | 49       | 0     | 2        | 40       | 1     | 0        | 37    | 31       | 3.72     | 1.55    |
| 1983      | 日本ハム  | 15    | 10    | 2     | 0     | 0        | 6     | 3     | 0        | --          | .667  | 348   | 85.0     | 66       | 4           | 34       | 1     | 2        | 39       | 1     | 0        | 23    | 21       | 2.22     | 1.18    |
| 1984      | 日本ハム  | 17    | 9     | 0     | 0     | 0        | 2     | 9     | 0        | --          | .182  | 300   | 63.1     | 72       | 5           | 40       | 0     | 4        | 25       | 1     | 0        | 51    | 47       | 6.68     | 1.77    |
| 1985      | 日本ハム  | 47    | 8     | 1     | 1     | 0        | 6     | 6     | 0        | --          | .500  | 597   | 138.1    | 121      | 18          | 76       | 0     | 5        | 101      | 1     | 0        | 77    | 68       | 4.42     | 1.42    |
| 1986      | 日本ハム  | 47    | 0     | 0     | 0     | 0        | 3     | 8     | 13       | --          | .273  | 369   | 87.2     | 88       | 7           | 25       | 2     | 4        | 68       | 5     | 0        | 40    | 32       | 3.29     | 1.29    |
| 1987      | 日本ハム  | 28    | 1     | 0     | 0     | 0        | 2     | 3     | 3        | --          | .400  | 149   | 34.0     | 45       | 3           | 7        | 0     | 1        | 23       | 5     | 0        | 21    | 17       | 4.50     | 1.53    |
| 1988      | 日本ハム  | 13    | 0     | 0     | 0     | 0        | 1     | 1     | 0        | --          | .500  | 92    | 20.2     | 26       | 3           | 8        | 0     | 0        | 13       | 2     | 0        | 15    | 15       | 6.53     | 1.65    |
| 1989      | 日本ハム  | 25    | 1     | 0     | 0     | 0        | 0     | 2     | 0        | --          | .000  | 192   | 42.2     | 46       | 5           | 26       | 1     | 1        | 25       | 3     | 0        | 28    | 26       | 5.48     | 1.69    |
| 通算：8年 | 通算：8年 | 214   | 42    | 4     | 1     | 0        | 25    | 36    | 16       | --          | .410  | 2384  | 546.1    | 531      | 51          | 265      | 4     | 19       | 334      | 19    | 0        | 292   | 257      | 4.23     | 1.46    |

### 記録
- 初登板：1982年4月10日、対南海ホークス前期1回戦（大阪スタヂアム）、8回裏に5番手で救援登板・完了、1回無失点
- 初奪三振：同上、8回裏にジーン・ダットサンから
- 初先発：1982年4月21日、対ロッテオリオンズ前期2回戦（後楽園球場）、4回0/3を1失点
- 初勝利・初先発勝利：1982年5月1日、対ロッテオリオンズ前期4回戦（川崎球場）、5回無失点
- 初完投：1982年10月2日、対西武ライオンズ後期13回戦（後楽園球場）、5回9失点（自責点5）で敗戦投手（雨天コールド）
- 初完投勝利・初完封勝利：1985年6月9日、対近鉄バファローズ9回戦（後楽園球場）　※史上55人目のノーヒットノーラン

### 背番号
- 12 （1982年 - 1989年）
- 35 （1990年 - 1991年）
- 76 （2001年 - 2003年）
- 88 （2013年）